# Orientalische Mondschnecke
Die Orientalische Mondschnecke oder Orientalische Nabelschnecke (Naticarius orientalis) ist eine Schnecke aus der Familie der Mondschnecken, die im Indopazifik verbreitet ist. Mit bis zu 3,7 cm Gehäuselänge gehört sie zu den größten Mondschnecken.

## Merkmale
Das halbkugelförmige, recht solide Schneckenhaus von Naticarius orientalis, das bei ausgewachsenen Schnecken bis zu 3 bis 3,7 cm Länge erreicht, hat eine glatte, glänzende Oberfläche, an der Naht mit stark hervortretenden Runzeln und Falten. Die Umgänge sind stark gewölbt, insbesondere oben an der auffällig vertieft erscheinenden Naht. Das Gewinde, das etwa ein Fünftel der gesamten Höhe des Gehäuses einnimmt, ist kurz und spitz. Der sehr weite, durch keine deutliche Kante begrenzte Nabel trägt in der Mitte einen dicken, halbzylindrischen Wulst, der von der kurzen und dicken Spindellippe durch einen tiefen, runden Einschnitt getrennt ist. Der untere Winkel der wenig schrägen, stark erweiterten Gehäusemündung ist weit in eine Spitze vorgezogen. Die Oberfläche des Gehäuses ist weiß, hellbraun oder rehfarben mit einer feinen weißen Querbinde in der Mitte des Körperumgangs, innen bisweilen mit einem rötlichen Schimmer. Die Färbung kann innerhalb der Art recht stark variieren.
Das Operculum der Orientalischen Mondschnecke ist halbkreisförmig, außen kalkig mit Rippen und ermöglicht ein lückenloses Verschließen der Gehäusemündung. Der Kern liegt innen nahe beim unteren Rand.
Die Schnecke erreicht beim Kriechen die zwei- bis dreifache Gehäuselänge. Auf dem orangebraunen Körper sind radiale weiße Linien angeordnet, ebenso ist der äußere Rand des Fußes weiß. Die Fühler haben die orangebraune Grundfarbe.

## Verbreitung und Lebensweise
Die Orientalische Mondschnecke tritt im Indischen Ozean von der Küste Ostafrikas ostwärts auf, im Pazifischen Ozean bis Japan, Australien, Neuseeland, Palau und Kwajalein. Zwischen Neukaledonien und den Marquesas-Inseln gibt es eine Verbreitungslücke.
Naticarius orientalis lebt auf sandigen Böden in der Gezeitenzone und unterhalb bis 30 Meter Tiefe. Tagsüber ruht die Schnecke in der Regel vergraben im Sand. Wie andere Mondschnecken ernährt sich die nachtaktive Naticarius orientalis von Muscheln und Schnecken. Die Beute wird mit dem Fuß umfasst und mit der Radula unter Einwirkung sauren Speichels ein Loch in die Schale gebohrt, sodann die Proboscis durch das Loch zum Fleisch des Opfers geführt.

## Systematik
Johann Friedrich Gmelin beschreibt 1791 in seiner erweiterten Ausgabe des von Carl von Linné übernommenen Systema Naturae die Art unter dem Namen Nerita orientalis, fasst also noch wie Linné die Nabelschnecken mit den Kahnschnecken in einer Gattung Nerita zusammen. Weitere Synonyme sind Cochlis explanata Röding, 1798 und Natica eburnea Deshayes, 1838 („Elfenbein-Nabelschnecke“).